# Patricia Dench
Patricia Dench (ur. 8 marca 1932) – australijska strzelczyni sportowa. Brązowa medalistka olimpijska z Los Angeles.
Zawody w 1984 były jej jedynymi igrzyskami olimpijskimi. Specjalizowała się w strzelaniu pistoletowym i zdobyła medal – pod nieobecność sportowców z części krajów tzw. Bloku Wschodniego – na dystansie 25 metrów w pistolecie sportowym. Była to konkurencja po raz pierwszy rozgrywana w rywalizacji kobiet. Była medalistką mistrzostw świata w pistolecie pneumatycznym na dystansie 10 metrów.